# Paraflabellula reniformis
Paraflabellula reniformis is een soort in de taxonomische indeling van de Amoebozoa. Deze micro-organismen hebben geen vaste vorm en hebben schijnvoetjes. Met deze schijnvoetjes kunnen ze voortbewegen en zich voeden. Het organisme komt uit het geslacht Paraflabellula en behoort tot de familie Flabellulidae. Paraflabellula reniformis werd in 1983 ontdekt door Page & Willumsen.